# Анелия Раленкова
Анелия Раленкова е българска спортистка по художествена гимнастика. Тя е едно от т.нар. „златни момичета“. Нейни треньорки са Златка Бонева и Нешка Робева. Родена е на 25 декември 1964 г.

## Отличия
- 1981, Световно първенство в Мюнхен, Германия – златен медал в многобоя, златен на бухалки, сребърен на въже, обръч и лента/
- 1982, Европейско първенство в Ставангер, Норвегия – златен медал в многобоя, златен на въже и обръч, сребърен на бухалки/
- 1983, Световно първенство в Страсбург, Франция – сребърен медал в многобоя, златен на объч, бронзов на топка, бухалки и лента/
- 1984, Европейско първенство във Виена, Австрия – златен медал в многобоя, на обръч, бухалки, топка, бронзов на лента/

През 1991 г. открива свой клуб по художествена гимнастика в Редмонд, Вашингтон, САЩ.
Има 1 син на 21 г.